# Oreonetides longembolus
Oreonetides longembolus är en spindelart som beskrevs av Jörg Wunderlich och Li 1995. Oreonetides longembolus ingår i släktet Oreonetides och familjen täckvävarspindlar. Inga underarter finns listade i Catalogue of Life.